# Flow of Infinity
Flow of Infinity (englisch Fluss der Unendlichkeit) ist ein Ambient-Album der belgischen Funeral-Doom-Band Until Death Overtakes Me.

## Geschichte
Mit Verweis auf eine Pause, die Until Death Overtakes Me von 2011 bis 2016 eingelegt hatte, beschreibt Stijn van Cauter die Entstehung von Flow of Infinity als experimentelles Schaffen von Musik. Zentral stünden dabei Klänge oder Atmosphären anstelle von Konzeptalben. Entsprechend frei gestaltete sich das Album als Instrumental-Album, ohne sich darum zu bemühen, einem Text Ausdruck zu verleihen oder einem übergeordneten Konzept zu folgen.

## Albuminformationen
Flow of Infinity wurde am 17. Oktober 2017 veröffentlicht.

### Titelliste
1. Dusk Angels: 22:11
2. Flow of Infinity: 22:20
3. Dawn Spirits: 22:13
4. Dawn of Aeons: 56:07

### Umfang und Gestaltung
Van Cauter gab das Album als Musikdownload über Bandcamp als Veröffentlichung seines Labels Void Overflow mit vier Titeln und einer Spieldauer von 122:51 Minuten heraus. Er erläuterte, dass er das Album, obwohl als Download veröffentlicht, als Doppel-Album, mit drei Titeln auf der ersten und einem auf der zweiten CD, arrangierte um den Hörern der Musik das Erstellen von physischen Kopien bei Bedarf zu ermöglichen. Die Gestaltung übernahm van Cauter selbst. Das Cover zeigt mehrere weiße Doppelhelix-Wellen, die vor einem flammenden Grund einen Stern bilden.

### Stil
Anders als die Mehrheit der Veröffentlichungen von Until Death Overtakes Me ordnet sich Flow of Infinity dem Ambient und der Instrumentalmusik unter. Das rein instrumentale Album ist betont minimalistisch und variiert wenige Keyboard- und Gitarrenanschläge zu einem atmosphärischen Klangteppich. In Relation zu den Veröffentlichungen, die Until Death Overtakes Me vor der Schaffenspause herausgegeben hatte, sei das Album „viel entspannter, weniger wütend, weniger extrem“, weil er selbst viel entspannter sei, erläuterte van Cauter die Variation des Stils.

## Wahrnehmung
Das Album wurde wenig rezensiert. „Bloodybarbie“ vom französischen Webzine Soil Chronicles lobte die kompositorische Fähig und das kreative Gespür, dass Until Death Overtakes Me mit dem hohen Grad an funktionierendem Minimalismus beweise. Es stelle geradezu die Sinne beim Hören auf den Kopf.